# Maxillaria gracilis
Maxillaria gracilis Lodd. 1832, es una especie de orquídea epífita, originaria de Brasil.

## Descripción
Es una especie de orquídea de tamaño pequeño, que prefiere clima caliente a frío, es epífita  con pseudobulbo  ovoide-piriforme, comprimido que tiene dos hojas apicales, subcoriáceas, lineal-liguladas, pecioladas y agudas en el ápice que florece en una inflorescencia erecta, o ascendente, de 7,5 a 10 cm de largo, de color verde pálido o rojizo con una única flor  que tiene olor, y que surge en una inflorescencia del maduro pseudobulbo,  se producen en la primavera y el verano.

## Distribución y hábitat
Encontrada en el bosque atlántico costero y Minas Gerais, Brasil. 

## Sinonimia
- Bletia humilis Link & Otto 1829
- Maxillaria punctata Lodd. 1833
- Maxillaria penduliflora Fenzl 1855
- Maxillaria queirogana Barb.Rodr. 1877
- Maxillaria gracilis var. punctata (Lodd.) Cogn. 1904
- Maxillaria gracilis var. angustifolia Hoehne 1952
- Maxillaria gracilis var. intermedia Hoehne 1952
- Maxillaria gracilis var. macrantha Hoehne 1952
- Maxillaria gracilis var. minor Hoehne 1952
- Maxillaria gracilis var. queirogana (Barb.Rodr.) Hoehne 1952
- Brasiliorchis gracilis (Lodd.) R.B.Singer, S.Koehler & Carnevali 2007[1]
- Maxillaria pallidiflora Rchb.f. non Hook. ?;[2]